# تيمي تشابيه
تيمي تشابيه فالاداريس (11 سبتمبر 1968 - 3 نوفمبر 2020)، هي مبارزة سلاح إسبانية من أصل كوبي. شاركت في تنافس الفردي للسيدات سيف المبارزة في دورة الالعاب الاولمبية الصيفية 1996. فازت بالميدالية الذهبية للسيدات في بطولة العالم 1990 تحت العلم الكوبي. وفازت بميدالية ذهبية في بطولة العالم 1994 وميدالية برونزية في بطولة العالم للمبارزة 1997 تحت العلم الإسباني.
توفيت تشابي في 3 نوفمبر 2020، عن عمر يناهز 52 عامًا.